# Јакобинска диктатура
Јакобинска диктатура или период терора је Француске револуције од 5. септембра 1793. до 28. јула 1794. године када су се на власти налазили јакобинци предвођени Максимилијаном Робеспјером.  Јакобинску диктатуру карактерише "режим гиљотине" у којем је страдало преко 25.000 људи широм Француске.
Међу историчарима постоје неслагања око тога када је тачно почео „терор“. Неки сматрају да је почео тек 1793. године, дајући датум 5. септембар, јун или март, када је Револуционарни суд основан. Други, међутим, наводе раније време Септембарских масакара 1792, или чак јула 1789, када се догодило прво убиство револуције.
Термин „терор” који се користи за описивање тог периода увела је Термидорска реакција која је преузела власт након пада Максимилијана Робеспјера у јулу 1794. године, да би дискредитовала Робеспјера и оправдала своје поступке. Данас постоји консензус међу историчарима да су изузетне револуционарне мере настављене и након Робеспијерове смрти, а овај период који је уследио сада се назива „Бели терор“. До тада су 16.594 званичне смртне казне изречене широм Француске од јуна 1793. године, од којих је 2.639 било само у Паризу; а додатних 10.000 је умрло у затвору, без суђења, или услед обе ове околности.

## Терор
Револуцијом од 31. маја до 2. јуна 1793. године јакобинци преузимају власт од жирондинаца и заводе диктатуру. Ситна буржоазија и сиротиња су преузеле власт. Диктатура се огледала у чињеници да су чланови Конвента, односно јакобинци сјединили законодавну, извршну и судску власт. Да би спасили Француску од спољних непријатеља, увели су општи мобилизацију и народну војску. Коначно су укинули сва феудална права и уништили све документе о феудалним обавезама. Почетком 1794. године успели су да протерају непријатеље са своје територије. Увели су нови, демократски устав (1793) који је предвиђао опште право гласа, федерално уређење, изгласавање важних закона путем референдума, слободу штампе, личне слободе...
Најзначајнија личност Јакобинске диктатуре био је Максимилијан Робеспјер. Парижани су га звали "неподмитљиви". Био је оличење ситне буржоазије и доносио је најреволуционарније одлуке. Радикалнија крила, ебертовце и бесне послао је на гиљотину. Тиме је револуција почела да "прождире" своју децу. Дантон, као штићеник имућне буржоазије, послат је на гиљотину. Са њим је погубљен и Камиј Димулен и многи други.

## Крај диктатуре
Робеспјер се заносио идејом да може у потпуности преуредити друштво. Увео је нови републикански календар и покушао да стави науку у службу Револуције. Покушао је такође и да преуреди цркву уводећи култ "Врховног бића". Због максимирања надница диктатуром није било задовољно ни богато грађанство, али ни сиротиња. Међутим, најгоре од свега било је пооштравање терора. Чак се ни чланови Комитета јавног спаса нису осећали сигурним од самовоље Робеспјера, Сен Жиста и Кутона. Чланови Комитета сковали су заверу против њих и извршили државни удар. Након слабог отпора, вође јакобинаца су ухапшене, а 28. јула 1794. године послате на гиљотину (Термидорска реакција). Термидорци, нови господари Конвента, укинули су установе диктатуре.